# Paläophytikum
| Ärathem (Tiere)                                                                     | Ärathem (Pflanzen) | System        |
| ----------------------------------------------------------------------------------- | ------------------ | ------------- |
| Känozoikum                                                                          | Känophytikum       | Quartär       |
| Känozoikum                                                                          | Känophytikum       | Neogen        |
| Känozoikum                                                                          | Känophytikum       | Paläogen      |
| Mesozoikum                                                                          | Känophytikum       | Kreide        |
| Mesozoikum                                                                          | Mesophytikum       | Kreide        |
| Mesozoikum                                                                          | Jura               |               |
| Mesozoikum                                                                          | Trias              |               |
| Paläozoikum                                                                         | Perm               |               |
| Paläozoikum                                                                         | Perm               | Paläophytikum |
| Paläozoikum                                                                         | Karbon             |               |
| Paläozoikum                                                                         | Devon              |               |
| Paläozoikum                                                                         | Silur              |               |
| Paläozoikum                                                                         | Ordovizium         |               |
| Paläozoikum                                                                         | ???                |               |
| Vergleich der Epochen aus der Paläozoologie (Tiere) mit der Paläobotanik (Pflanzen) |                    |               |

Das Paläophytikum (auch: Farnzeitalter; in älterer Literatur auch Pteridophytikum) ist ein erdgeschichtlicher Zeitabschnitt, in dem die Pteridophyta (dt. Gefäßsporenpflanzen) die vorherrschende Klasse der Landpflanzen bildeten. Der Begriff wurde 1941 von dem Geologen Kurd von Bülow in Analogie zu Paläozoikum gebildet.
Der Beginn des Paläophytikums wird durch das erste Auftreten der Pteridophyta im mittleren Silur vor etwa 420 Millionen Jahren definiert und das Ende an der Grenze vom Unter- zum Oberperm vor etwa 256 Millionen Jahren angenommen, an der das Mesophytikum beginnt. Allerdings ist diese Grenzziehung problematisch, da sich der Übergang zu den im Mesophytikum dominierenden Gymnospermen allmählich vollzog und sich keine scharfe Grenze zwischen Paläo- und Mesophytikum definieren lässt.
Nach der terrestrischen Ansiedelung durch die Urfarne am Ende des Obersilurs und im Unterdevon folgt die Entwicklung der Farne. Im Devon herrschte auf der Nordhalbkugel eine Warmzeit, während es auf der Südhalbkugel kühl war. Spuren einer möglichen Kaltzeit wurden jedoch nicht gefunden. Im anschließenden Karbon herrschte auf der Nordhemisphäre ein mild-humides Klima vor, das gute Voraussetzungen für die Entfaltung der Farne bot. Auf dem südlichen Kontinent Gondwana begann im Oberkarbon die Karoo-Eiszeit; die Vergletscherung erreichte an der Wende zum Perm ihre größte Ausdehnung und ging von mindestens vier Vereisungszentren in Afrika, der Antarktis und Südamerika aus. Im Perm entwickelte sich mit der Glossopteris-Flora eine laubabwerfende Vegetation an den Rändern der Glazialgebiete, die an die kühl-gemäßigten Bedingungen angepasst war. Im Bereich der Tethys verlief im Perm ein Tropengürtel mit nördlich und südlich angrenzenden ariden Gebieten. Die Aridität breitete sich ab der Wende Unterperm-Oberperm aus, wodurch infolge der Trockenheit die Farne durch xerophytische Gymnospermen verdrängt wurden. Ausgedehnte Steinkohlevorkommen aus dem Karbon der Nordhalbkugel und dem Perm der Südkontinente und Indiens sind Zeugen dieser Entwicklung.